# Glaciar de Siachen
El glaciar de Siachen (en hindi: सियाचिन ग्लेशियर) (en urdu: سیاچین) está en la parte oriental de la cordillera del Karakórum en el Himalaya, al este de la Línea de Control entre India y Pakistán. India controla todo el glaciar, incluyendo todos los glaciares tributarios. Con 70 km de largo, es el más largo del Karakórum y el segundo en zonas no polares. Desciende desde 5.753 m s. n. m. en Collado Indira (en la frontera con China), hasta 3.620 m s. n. m.
La región se encuentra muy cerca de la Línea de Control establecida tras el Acuerdo de Simla del 3 de julio de 1972. Es el campo de batalla a mayor altitud de la tierra, donde la India y Pakistán están en guerra desde 1984. Ambos países mantienen presencia militar permanente en la región a una altitud de más de 6.000 m s. n. m. Es un ejemplo destacado de guerra de alta montaña.